# Вируские ворота
Ви́руские воро́та (эст. Viru värav, эст. Viru väravad, эст. Viru värava eesvärav) — фортификационное сооружение средневекового Таллина, Эстония; часть городской крепостной стены. Памятник архитектуры. Заложены в первой половине XIV века, в начале строительства оборонительной стены вокруг Нижнего города; в последующие века достраивались и перестраивались. Последняя реставрация была проведена в 2015 году. Сохранившиеся до настоящего времени сторожевые башни Вируских ворот являются одним из символов Таллина.

## Описание
Вируские ворота расположены в Старом городе, на перекрёстке улиц Виру, Вана-Виру и Валли, между башнями Хеллеман и Хинке. Первоначально они назывались Нарвcкими воротами (рус. Нарвскія ворота), так как через них пролегал сухопутный маршрут в Нарву, и Глиняными воротами (эст. Savivärav, нем. Lehmporte) — по находившимся в этом районе большим выемкам глины.
Передние ворота Вируских ворот, которые сейчас называют Вирускими воротами, были построены в конце XIV века. Надвратная башня Вируских ворот была четырёхугольной, передние ворота имели небольшие круглые башни. В связи с расширением проездных дорог Старого города часть некоторых ворот была снесена, а через Вируские ворота были проложены рельсы конного трамвая, который соединял улицу Вана-тург с Кадриоргом. К настоящему времени сохранились угловые башни и видна часть бастиона, которую называют Горкой поцелуев.

## История строительства
В 1265 году, когда земли современной Эстонии принадлежали Дании, датская королева Маргрете Самбирсдоттер издала приказ о строительстве вокруг Ревеля фортификационных укреплений. В 1310 году началось сооружение стены вокруг Нижнего города, которая охватила и монастырь Святого Михаила в северной части города. Были построены ворота Нуннавярав, башни Нуннаторн и Кулдьъялг. В середине XIV века были сооружены новые отрезки стены с южной, восточной и северной сторон города. Высота стены составляла 4,4—6,7 м. Часть стены опиралась на стрельчатую аркаду, часть имела деревянный боевой ход. С юга и востока стену окружал ров, который в 1345 году был заполнен водой. В 1355 году в Нижнем городе насчитывалось 14 оборонительных башен, из них 8 надвратных. 
В источниках 1359 года Вируские ворота упоминаются как н.-нем. leimporte, 1366 года — н.-нем. lemporte, 1373 года — лат. lemporta, 1379 года — лат. porta argillae, extra portam argille.

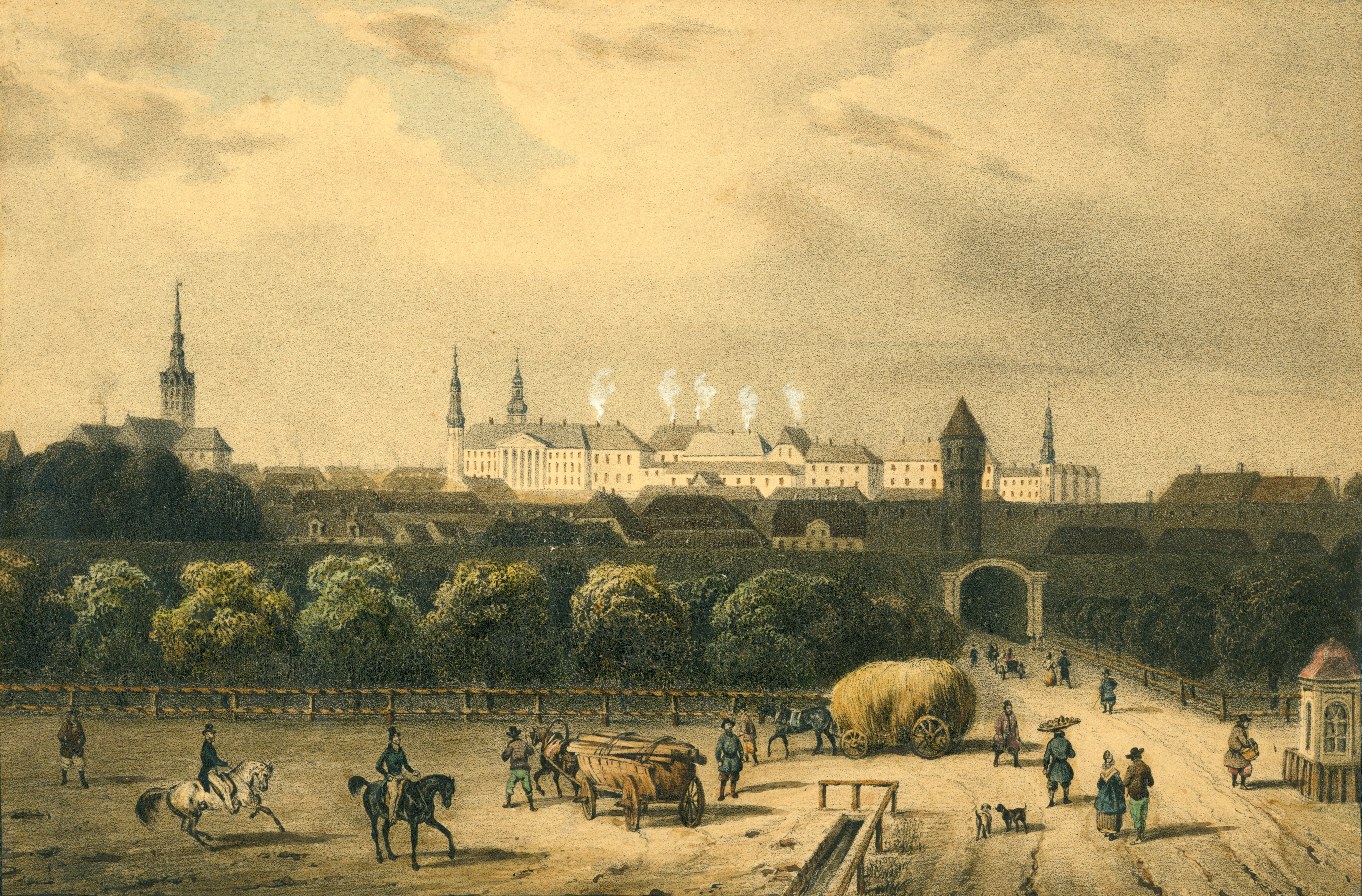
Вируские ворота в середине XVIII века (Гостин, Эдуард), графика

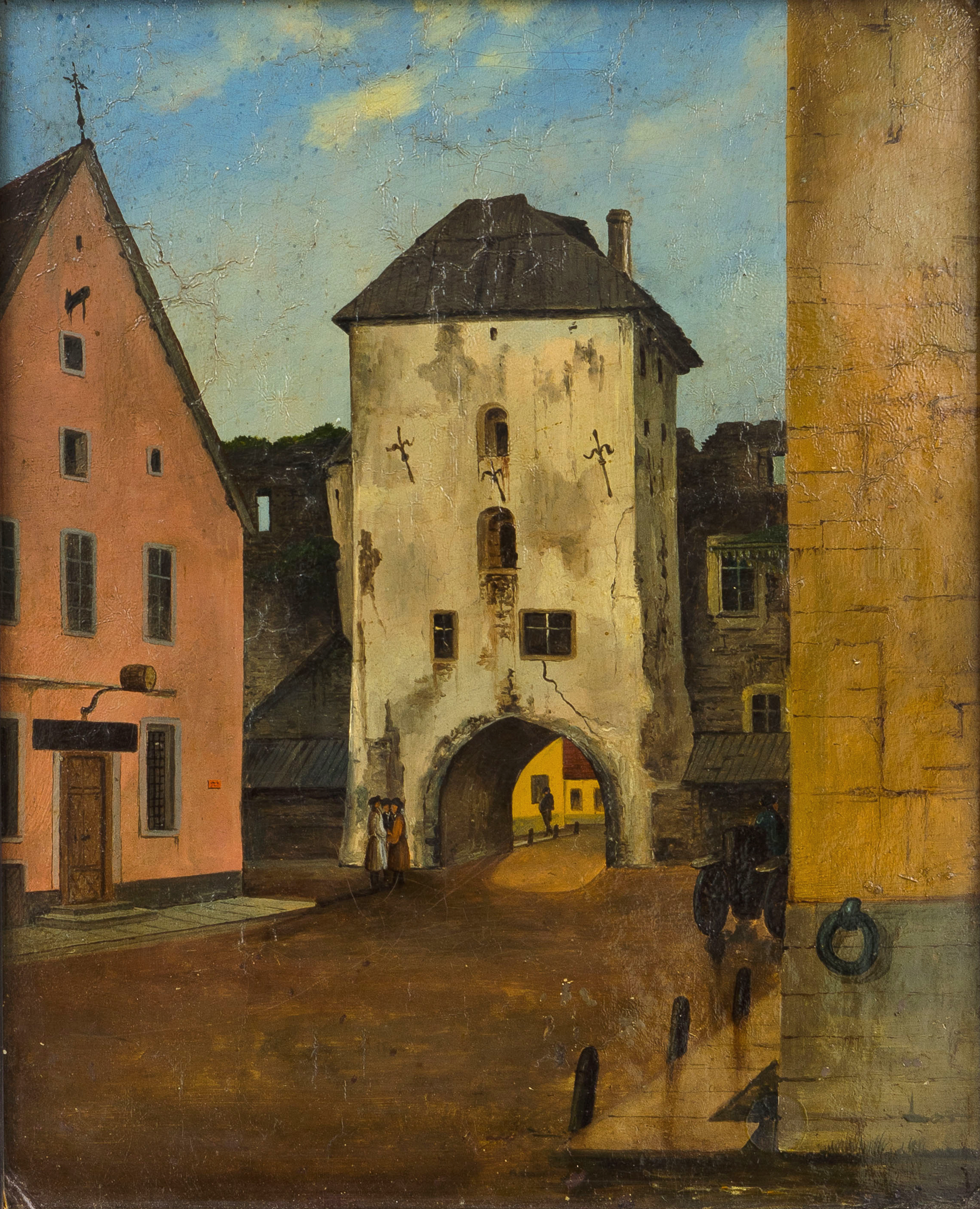
Вид на главную башню Вируских ворот из Старого города (Теодор Гельхаар (1805–1871), масло)

По мере распространения огнестрельного оружия стали возводить пояс предмостных укреплений и передние ворота, а существующие оборонительные сооружения укреплять и надстраивать. При строительстве земляных укреплений за городской стеной возникла необходимость строительства новых надвратных построек; они могли быть соединены непосредственно с передними воротами в качестве следующего звена, а могли располагаться немного дальше, исходя из логики бастионных укреплений. В 1370-х годах передние ворота Вируских ворот были пристроены к уже имевшимся Вируским воротам. В 1446—1462 годах эти передние ворота снесли и построили двухэтажное надвратное здание, в углах которого стояли две круглые сторожевые башни. 
В 1471—1473 годах при передних Вируских воротах был возведён полигональный оборонительный вал, затем построены башни «Кик-ин-де-Кёк» и «Толстая Маргарита».
В нижней части башен размещались склады товаров или боеприпасов, иногда тюрьма (например, Бременская башня). В верхней части находились два боевых этажа: нижний — для орудий, верхний — для катапульт. Башни соединял крытый боевой ход, расположенный на высокой (10—13 м) и толстой (2,1—2,3 м) оборонительной стене.
В XV веке к северной боковой стене Вируских ворот была присоединена построенная в XIV веке водяная мельница. По другую сторону ворот находился пруд, в который текла вода из канала, начинавшегося от озера Юлемисте и проходящего через мельницы Харьюских и Карьюских ворот. 
В 1500–1504 годах главную башню Вируских ворот сделали пятиэтажной, её высота составила 22 метра.

## Снос части ворот
В 1843 году была снесена главная башня Вируских ворот. В 1870 году Эстляндское губернское правительство запланировало расширить въездную дорогу в Старый город, при этом Ревельский ратгауз посчитал, что только башни «Кик-ин-де-Кёк» и «Толстая Маргарита» представляют собой историческую ценность крепостной стены города, и согласился на снос Харьюских ворот, надвратной башни Пикк-ялг и  Вируских передних ворот. Последние, однако, сохранились более или менее нетронутыми до 1888 года, когда их снесли в связи со строительством Ревельской конки. После этого остались только круглые башни, расположенные по углам парадных ворот, а также части бастиона.
После сноса передних ворот улицу Виру продлили до Русского рынка, и благодаря этой дороге в августе 1888 года было открыто регулярное конно-трамвайное движение между Старым рынком и Кадриоргом. В 1898 году к правой башне Вируских ворот была пристроена третья башня (т. н. южная), а по бокам добавлены проходы в историческом стиле. 
В 1960—1962 годах были снесены все старые постройки, прилегающие к городской стене в районе Вируских ворот, но восстановлен боевой ход на участке длиной 100 метров.

## Современность
Вируские ворота были реконструированы в 1979 году к парусной регате Летних Олимпийских игр 1980 года. Ещё одна реставрация и консервация были проведены в 2015 году к «Дням Старого города», а осенью того же года башни ворот получили новое, современное освещение фасадов.

Вируские ворота
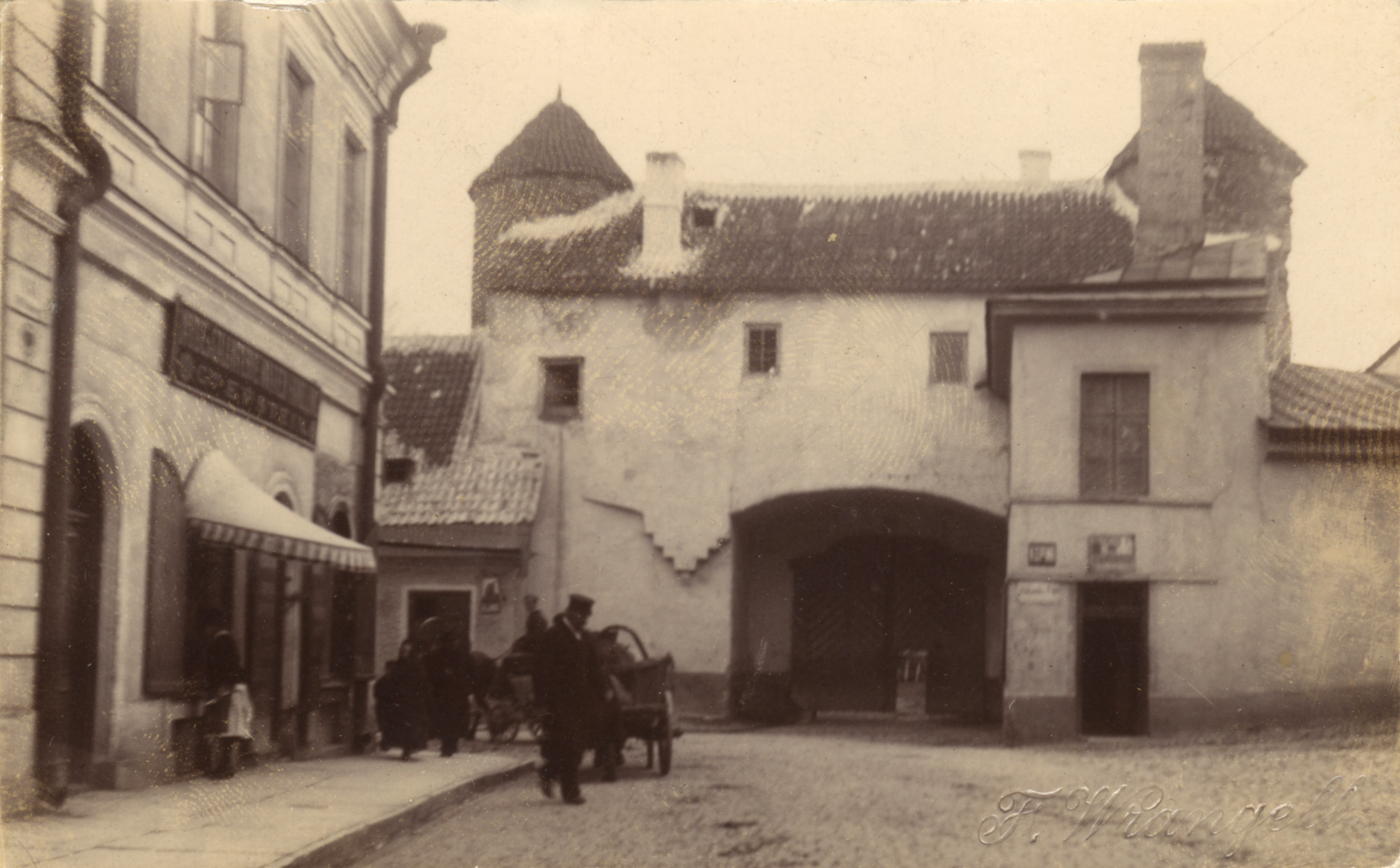
Передние ворота Вируских ворот до сноса, вид из Старого города, 1887 год
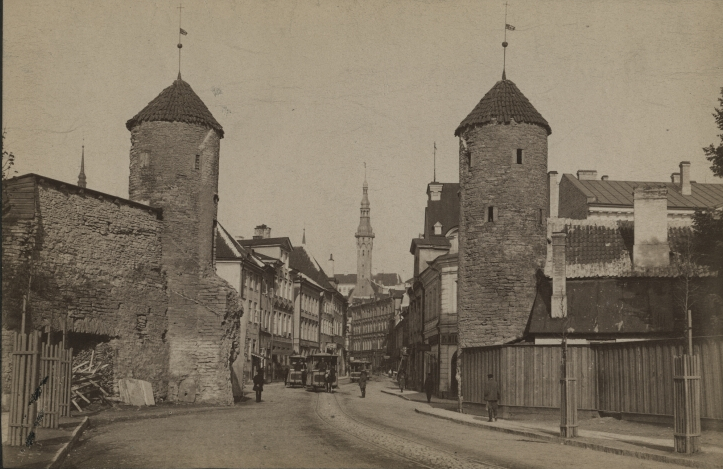
Во время строительства трамвайной линии, 1888 год
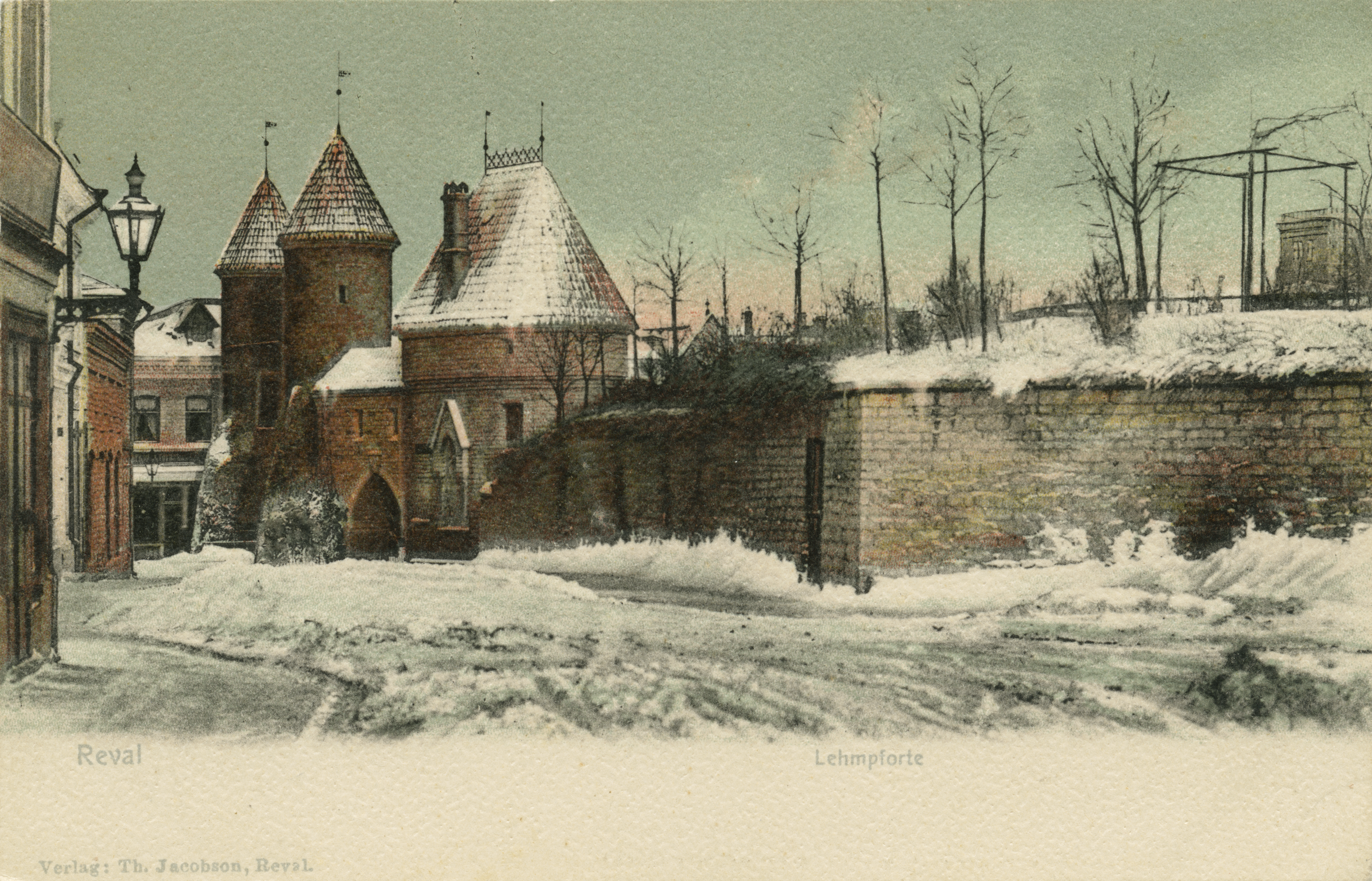
Вид с улицы Валли, прим. 1900 год
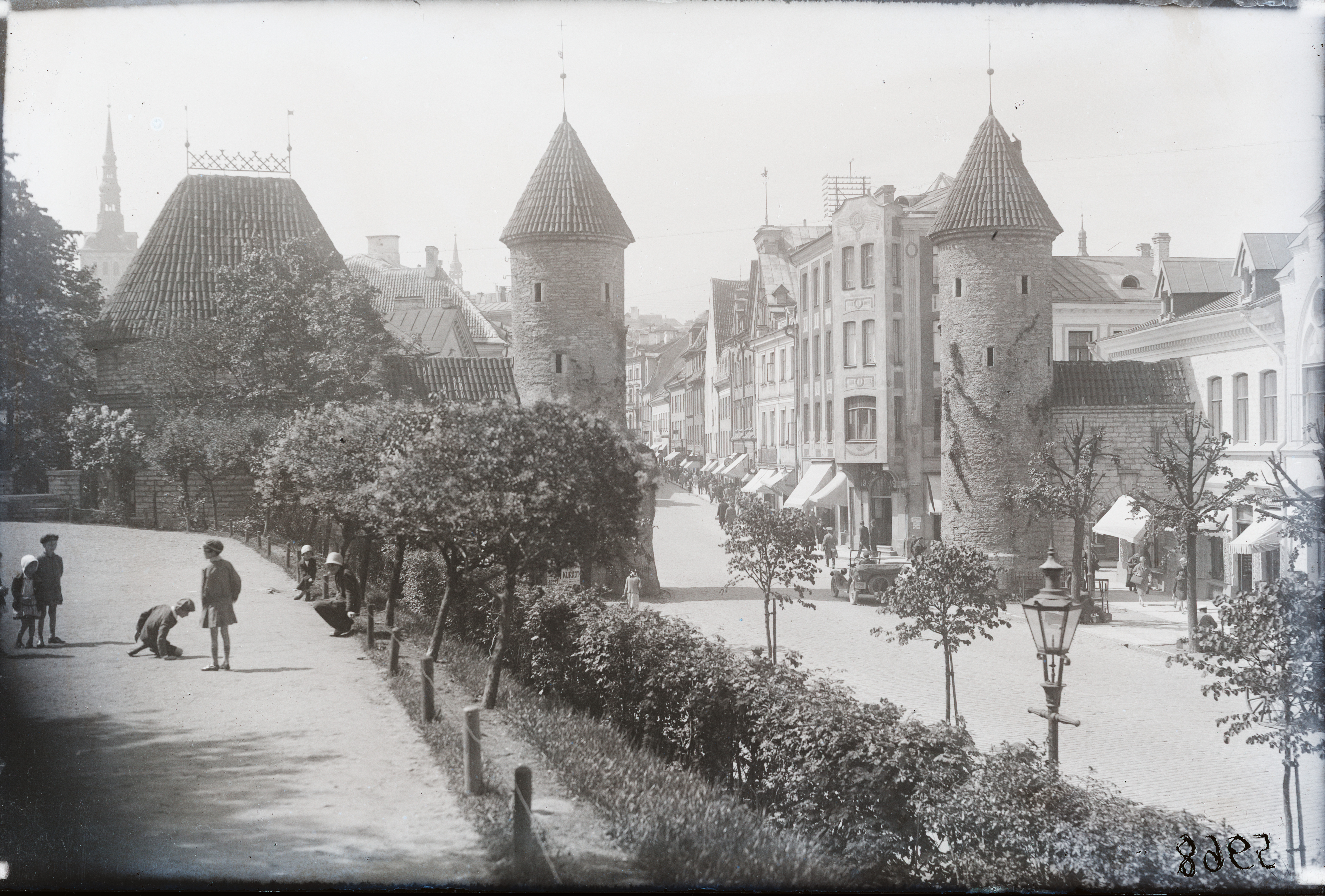
1930—1940-е годы, слева — Горка поцелуев
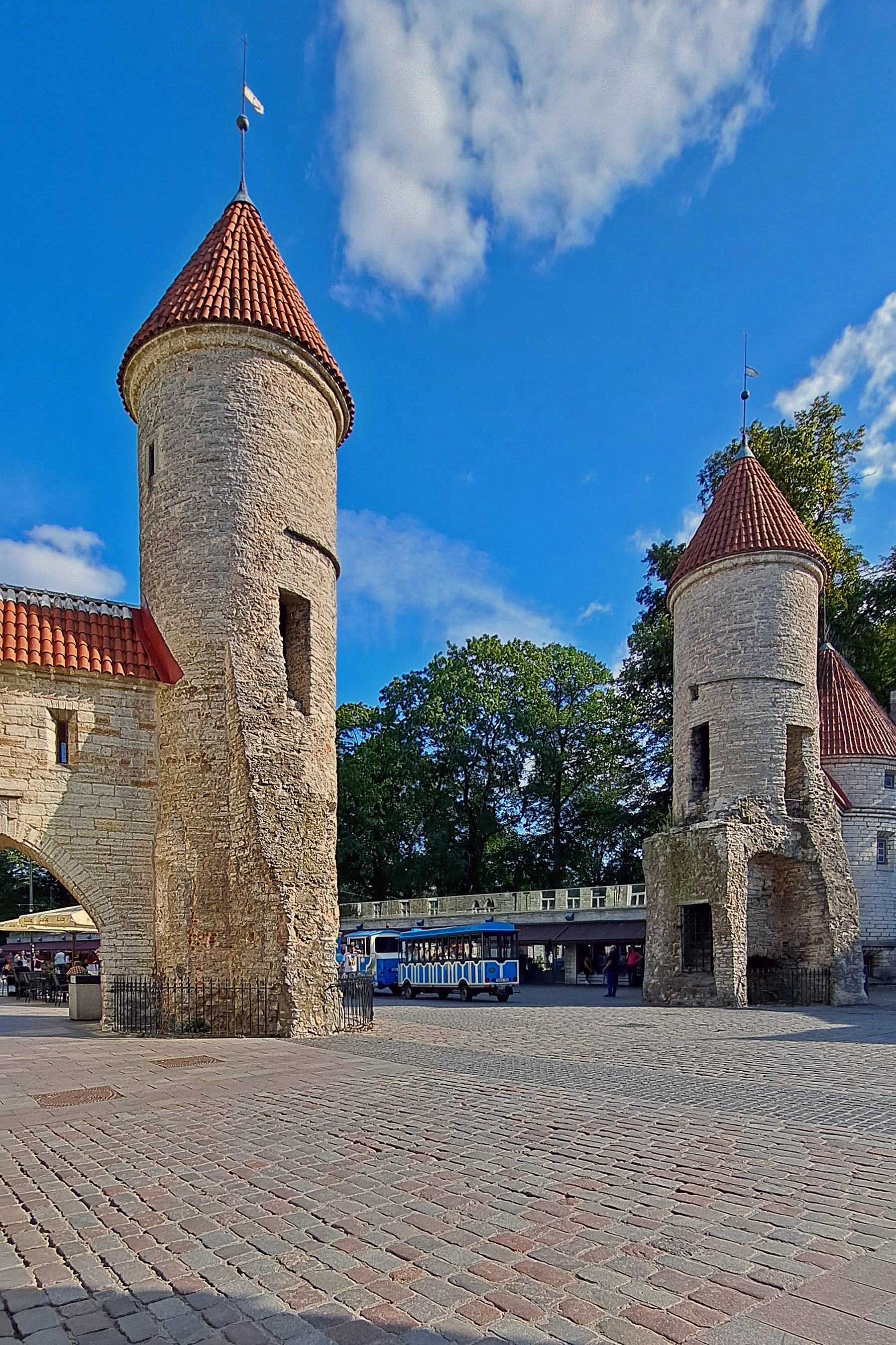
Вид на Вируские ворота из Старого города
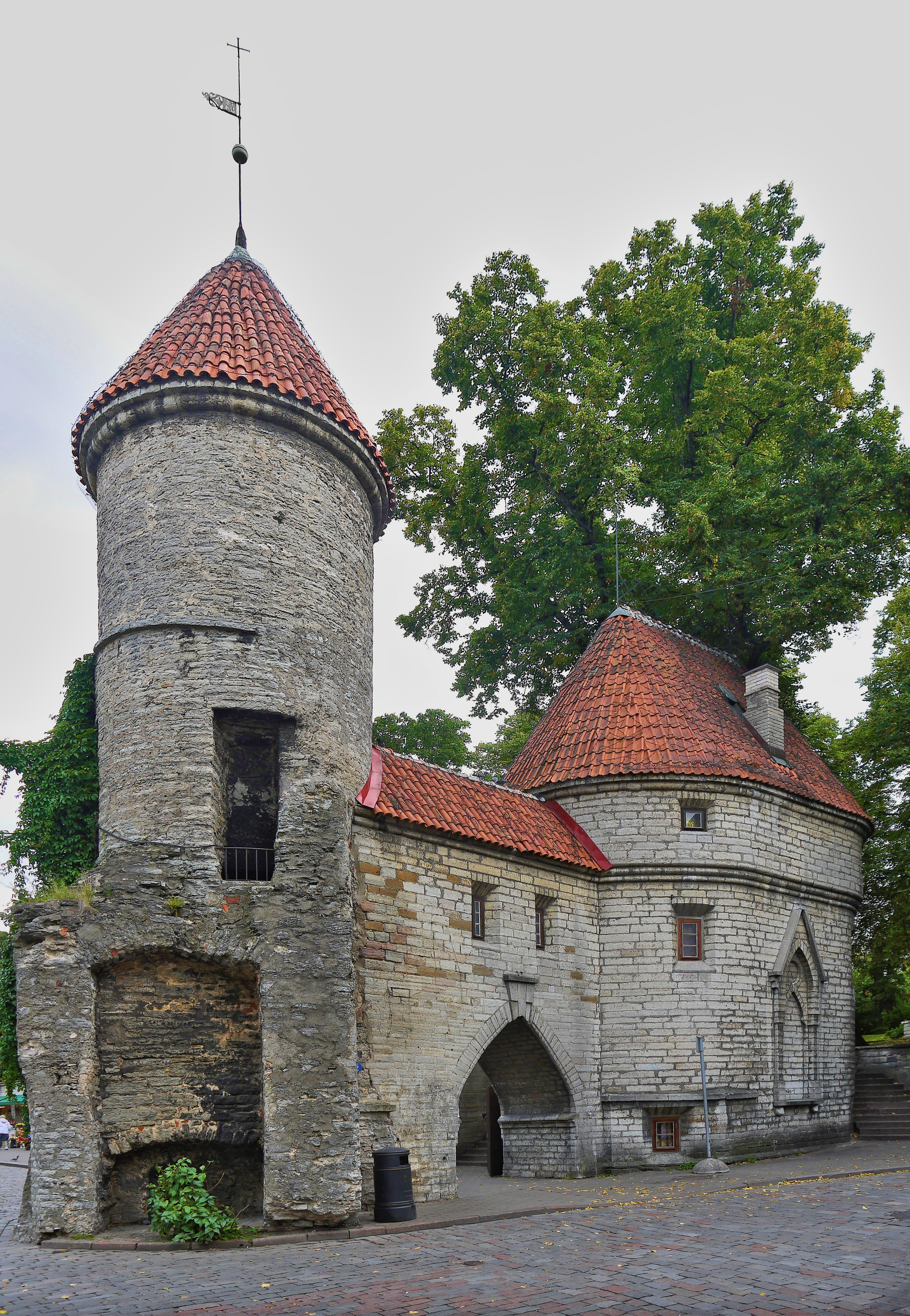
Правая и южная башни и правый проход
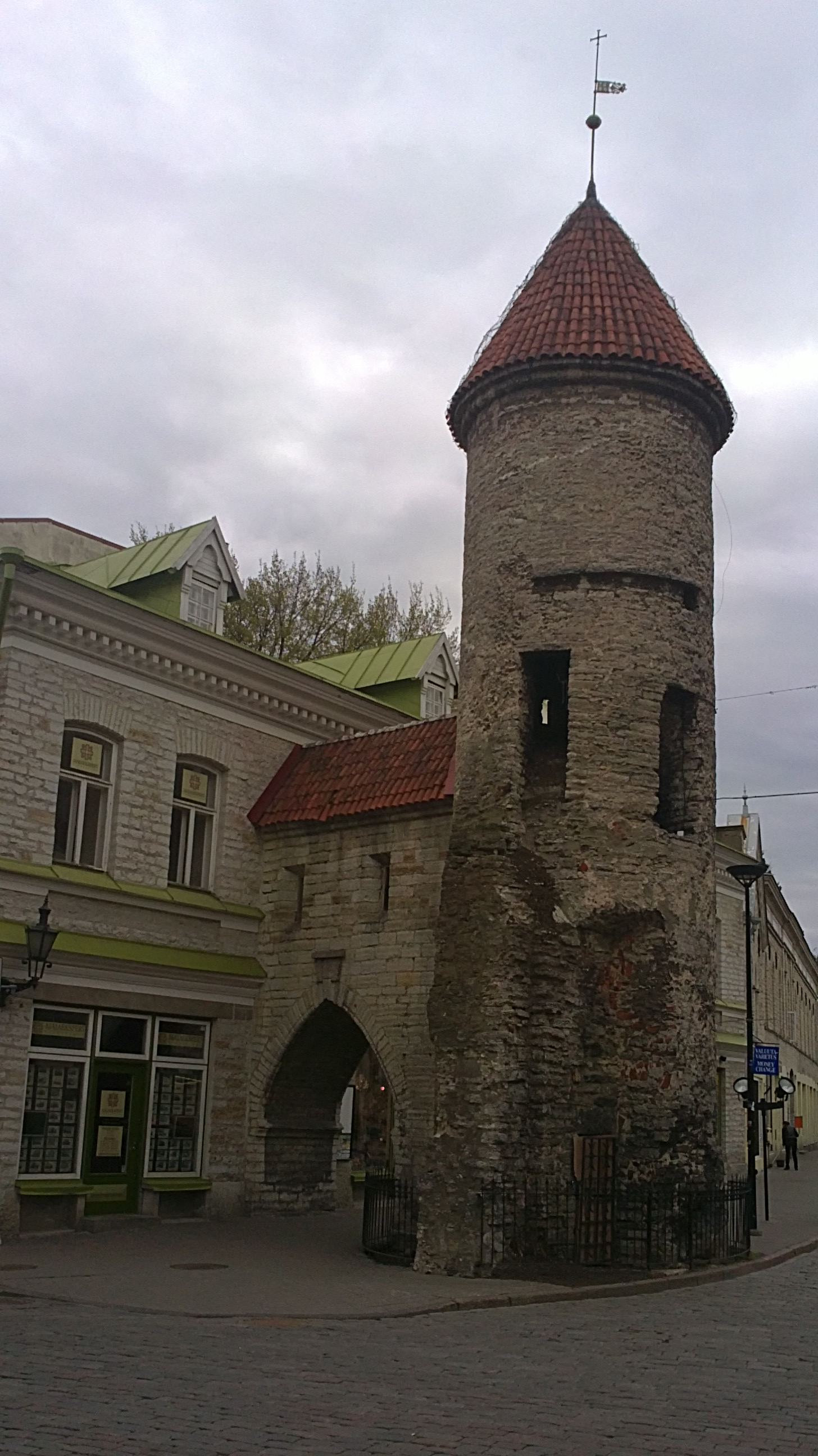
Левая башня и проход
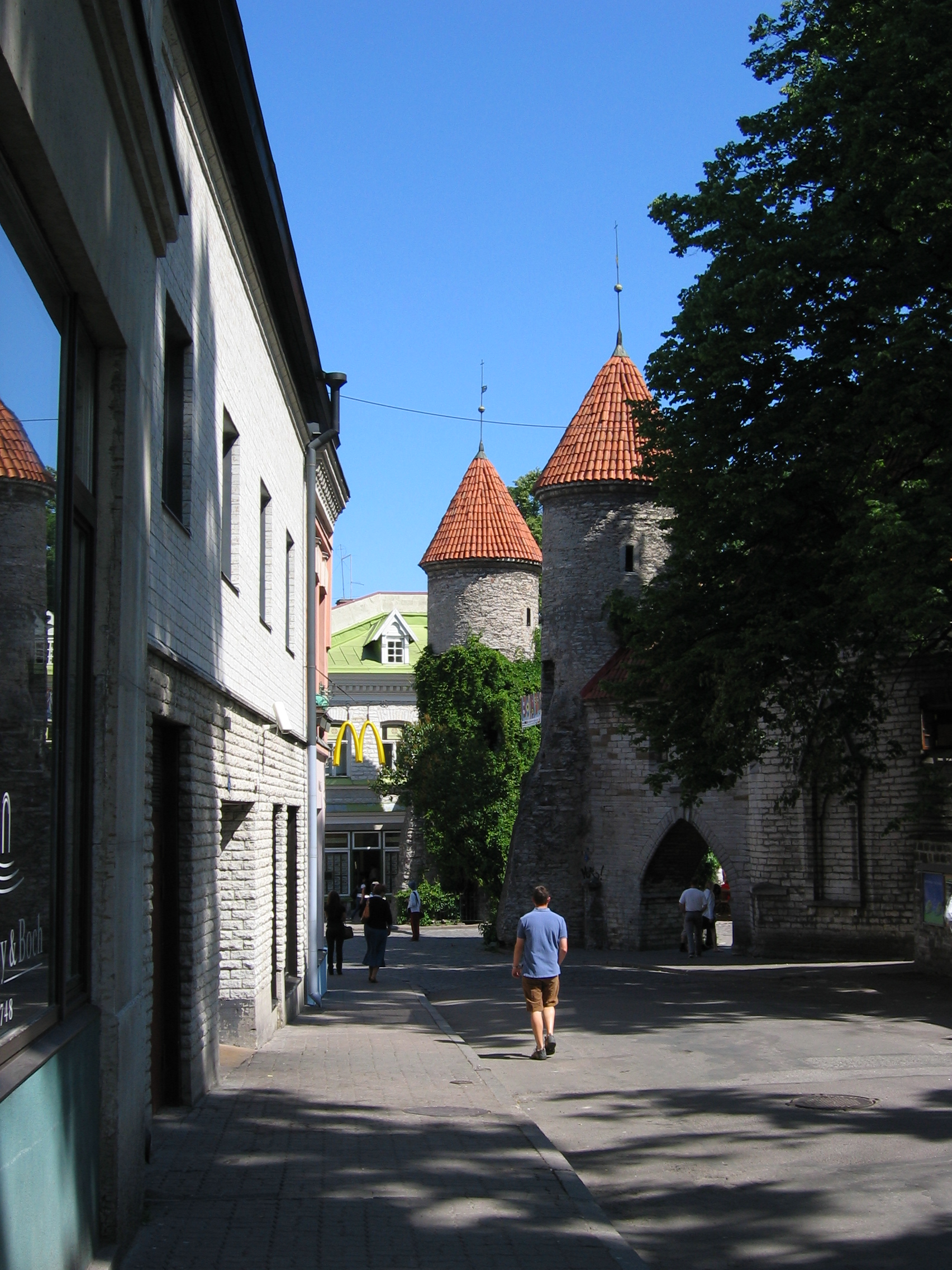
Вид с улицы Валли, июнь 2007 года
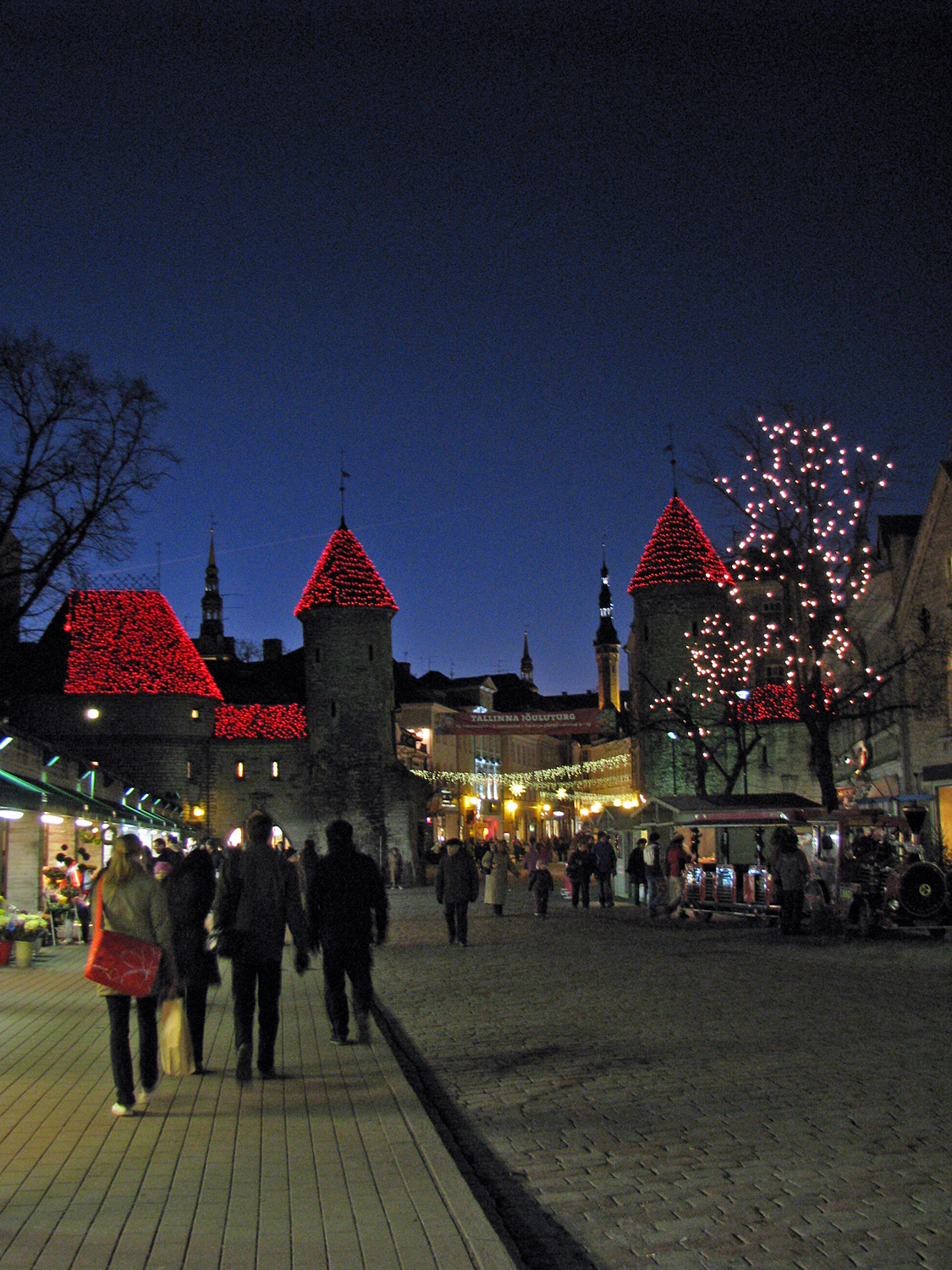
Вид от начала улицы Виру, декабрь 2008 года
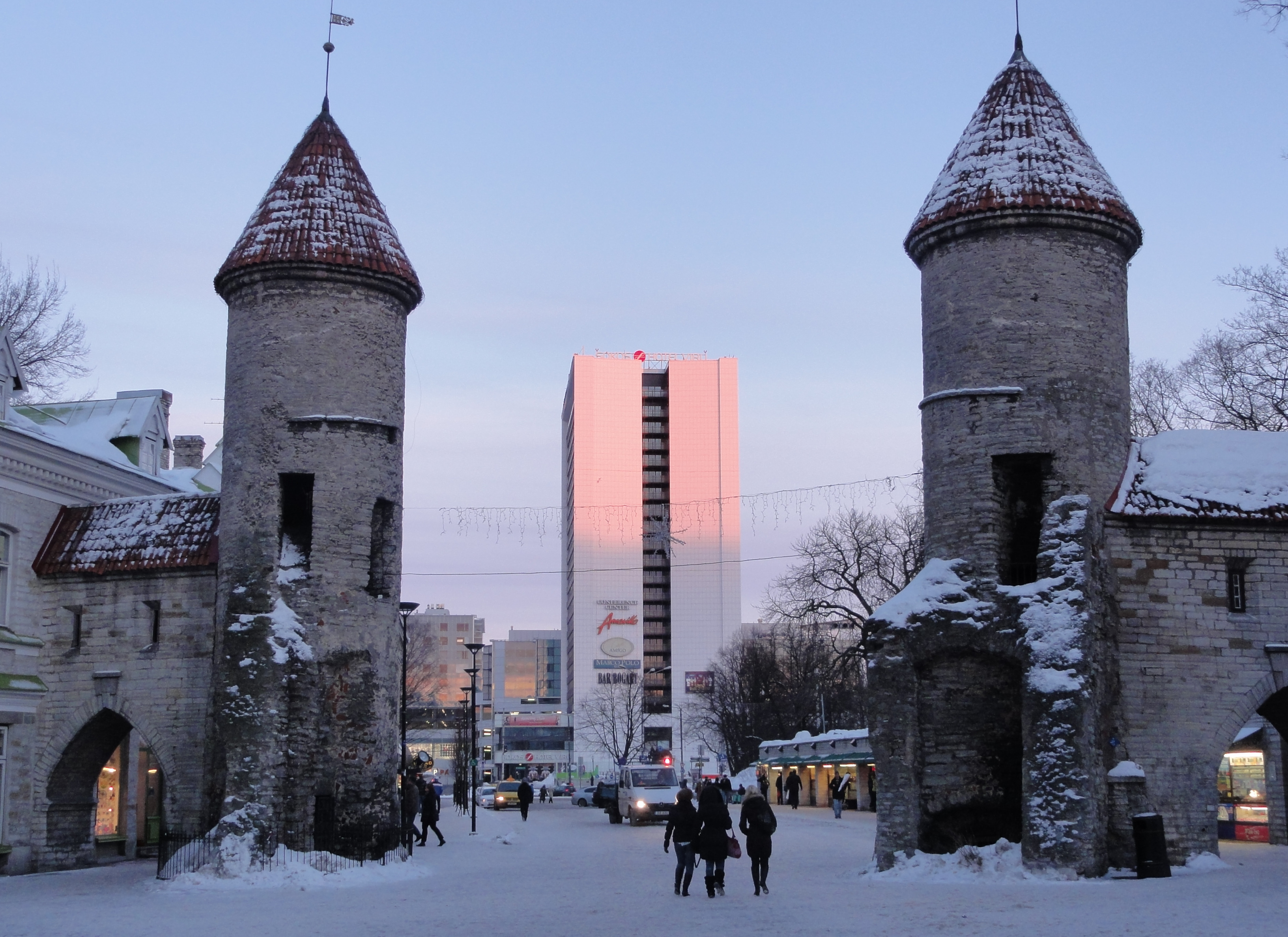
Вид из Старого города, январь 2011 года